# Estación de Belfort-Montbéliard TGV

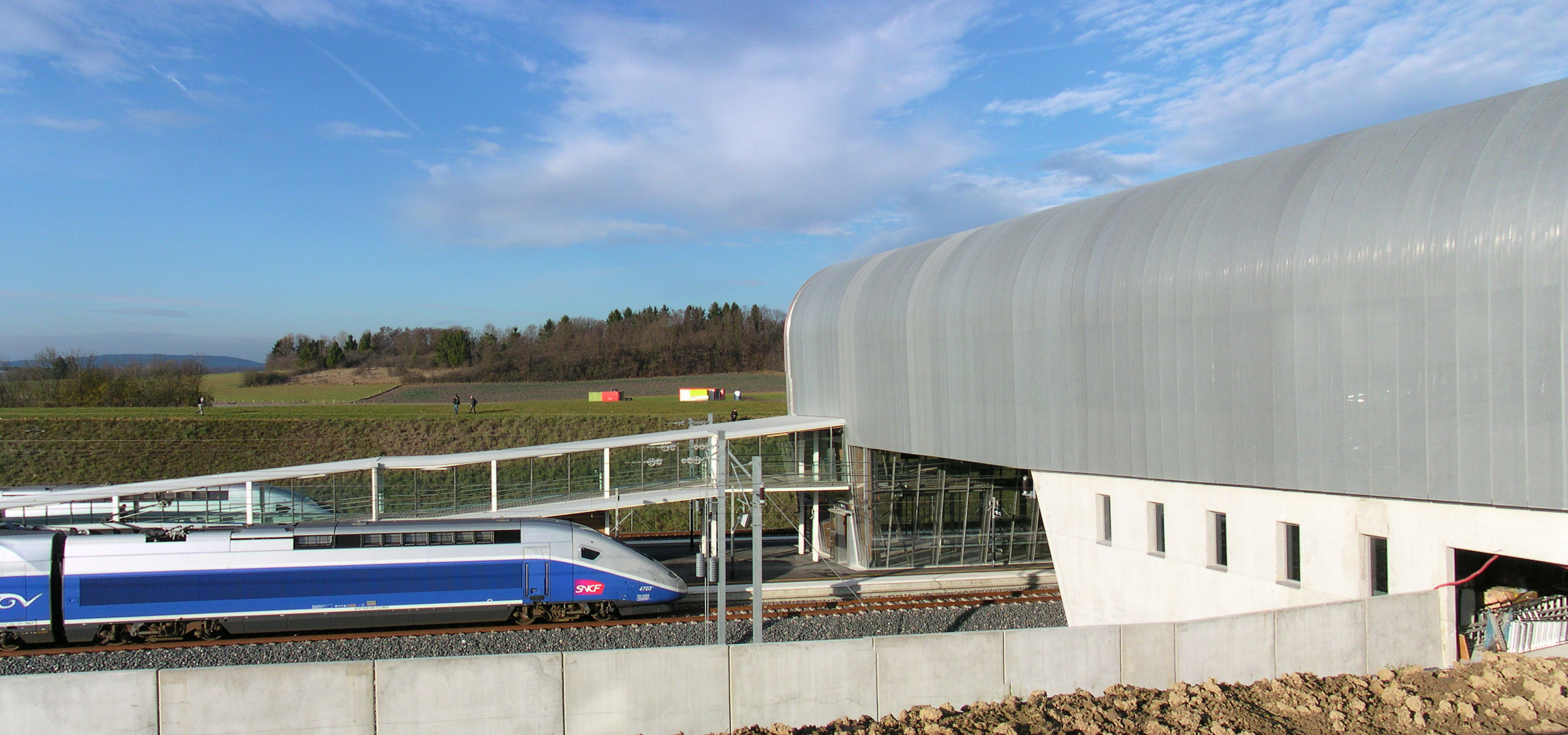
Estación de Belfort-Montbéliard TGV

Estación de Belfort-Montbéliard TGV (Gare de Belfort-Montbéliard TGV en francés) es una estación ferroviaria situada en la LGV Rhin-Rhône francesa. Es una de las dos nuevas estaciones de la LGV. Su apertura al uso comercial se produjo en diciembre de 2011, conjuntamente con la apertura de la línea de alta velocidad donde está situada.
Se encuentra ubicada en el municipio de Meroux (departamento de Territorio de Belfort). 

## Características
La estación tiene un total de seis vías, cuatro de las cuales serán usadas por servicios TGV. Dos son pasantes para trenes sin parada y dos son para trenes TGV con parada. 
La estación tiene además dos vías situadas perpendicularmente a las vías de alta velocidad para ser usadas por trenes regionales correspondientes a la línea internacional franco-suiza Belfort - Bienne.
También existe una interconexión entre las vías de la LGV y la Estación Gare de Besançon-Viotte situada en la línea clásica.